# 分離原理
控制理論中的分離原理（separation principle），之前曾稱為估測及控制分離原理（principle of separation of estimation and control）是指若一些假設條件成立的前提下，一隨機系統的最佳回授控制器設計，可以先設計最佳的狀態觀測器，觀測系統狀態，再將狀態反饋到決定性的最佳控制器中，即可求解。因此問題可以分離為二個部份，有助於控制器的設計。
已證明若已針對一线性时不变系統設計了BIBO穩定的狀態觀測器，以及穩定的狀態反馈，將此狀態估測器及控制器合併之後的系統也是穩定的。這就是此原理的例子之一。不過針對非線性系統，此原理不一定會成立。
另一個分離原理的例子是在處理線性随机系统的最佳化問題，例如要設計狀態估測器以及使二次代价函数達到最小值的最佳回授控制器。若程序的噪音以及觀測到的噪音都是高斯噪音，則可以將這個最佳解分成卡爾曼濾波器以及LQR控制器，這就是LQG控制。考慮更通用的情形，若有適當的條件，且噪音為martingale（可能有jumps）也可以進行分離，這就是隨機控制的分離原理
分離原理也可以用在非線性系統中狀態估測的高增益觀測器，以及量子系統的控制。

## 確定性线性时不变系統控制理論的證明
考慮一個確定性LTI系統：
{\displaystyle {\begin{aligned}{\dot {x}}(t)&=Ax(t)+Bu(t)\\y(t)&=Cx(t)\end{aligned}}}
其中
{\displaystyle u(t)}為輸入信號
{\displaystyle y(t)}為輸出信號
{\displaystyle x(t)}為系統內部狀態
可以設計以下的估測器
{\displaystyle {\dot {\hat {x}}}=(A-LC){\hat {x}}+Bu+Ly\,}
及狀態回授
{\displaystyle u(t)=-K{\hat {x}}\,.}
定義誤差e:
{\displaystyle e=x-{\hat {x}}\,.}
則
{\displaystyle {\dot {e}}=(A-LC)e\,}
{\displaystyle u(t)=-K(x-e)\,.}
可以將閉回路的動態表示為
{\displaystyle {\begin{bmatrix}{\dot {x}}\\{\dot {e}}\\\end{bmatrix}}={\begin{bmatrix}A-BK&BK\\0&A-LC\\\end{bmatrix}}{\begin{bmatrix}x\\e\\\end{bmatrix}}.}
因為這是三角矩阵，其特征值即為A − BK的特征值以及 A − LC的特征值。因此估測器及回授的穩定性彼此線性無關。